# 峨眉小红门兰
峨眉小红门兰（学名：Ponerorchis omeishanica）也称峨眉红门兰，为兰科小红门兰属下的一个植物种。